# Устинов, Александр Данилович
Александр Данилович Устинов (1920—1945) — гвардии сержант Рабоче-крестьянской Красной армии, участник Великой Отечественной войны, Герой Советского Союза (1945).

## Биография
Александр Устинов родился в 1920 году в деревне Заморино (ныне — Ржаксинский район Тамбовской области). После окончания семи классов школы проживал и работал в Москве. В 1942 году Устинов был призван на службу в Рабоче-крестьянскую Красную Армию. С июля того же года — на фронтах Великой Отечественной войны.
К февралю 1945 года гвардии сержант Александр Устинов командовал орудием 10-го гвардейского кавалерийского полка 3-й гвардейской кавалерийской дивизии 2-го гвардейского кавалерийского корпуса 1-го Белорусского фронта. Отличился во время боёв в Германии. 1-2 февраля 1945 года расчёт Устинова участвовал в боях под городом Ландек, уничтожив 1 самоходную артиллерийскую установку и 3 бронетранспортёра. 3 февраля 1945 года во время отражения двенадцатой контратаки Устинов погиб.
Указом Президиума Верховного Совета СССР от 31 мая 1945 года гвардии сержант Александр Устинов посмертно был удостоен высокого звания Героя Советского Союза. Также был награждён орденом Ленина и медалью.